# When You're Gone (The Cranberries)
When You're Gone is een nummer van de Ierse band The Cranberries uit 1996. Het is de derde single van hun derde studioalbum To the Faithful Departed.
Zangeres Dolores O'Riordan schreef het nummer nadat haar opa overleed. Het nummer werd in diverse landen een bescheiden hitje. Het bereikte de 21e positie in Ierland, het thuisland van The Cranberries. In Nederland bereikte het nummer geen hitlijsten, terwijl het in Vlaanderen de 6e positie in de Tipparade bereikte.
Het nummer werd ook gedraaid op het einde van de begrafenis van O'Riordan op 23 januari 2018, een week nadat de zangeres plotseling op 46-jarige leeftijd overleed. Op hetzelfde moment werd het nummer door veel Ierse radiostations gedraaid als eerbetoon.